# Liparetrus lottini
Liparetrus lottini är en skalbaggsart som beskrevs av Blackburn 1905. Liparetrus lottini ingår i släktet Liparetrus och familjen Melolonthidae. Inga underarter finns listade i Catalogue of Life.